# 3DNow!
3DNow! – rozszerzenie architektury procesorów x86 stworzone przez firmę AMD w 1998 roku dla procesora AMD K6-2, znacznie zwiększające wydajność obliczeń zmiennoprzecinkowych, potrzebne do odtwarzania grafiki trójwymiarowej i multimediów. Był to pierwszy przypadek wprowadzenia takich istotnych zmian przez firmę inną niż Intel. Technologia 3DNow! uzupełnia i rozszerza możliwości akceleratorów graficznych, przyspieszając obliczenia zmiennoprzecinkowe występujące w początkowych etapach przetwarzania grafiki. Technologia ta pozwala uzyskać do 4 wyników zmiennoprzecinkowych w ciągu jednego cyklu pracy procesora.
Technologia 3DNow! zawiera zestaw 21 nowych instrukcji zmiennoprzecinkowych typu SIMD. Z czasem AMD dodało następne nowe instrukcje. Pierwsze rozszerzenie nosi nazwę Enhanced 3DNow!, wprowadzono je w pierwszej generacji procesorów Athlon i procesorach K6-2+/III+. Dodano w nim zestaw 24 nowych instrukcji, z czego 19 należy do części rozszerzania SSE (a więc procesor jest częściowo zgodny z SSE).
Drugie rozszerzenie nosi nazwę 3DNow! Professional, wprowadzono je w 2001 roku w procesorach Athlon XP. Zawiera w sobie rozszerzenie Enhanced 3DNow! i dodatkowo wprowadza 51 nowych instrukcji z technologii SSE, czyniąc tym samym procesor w 100% zgodny z intelowskim SSE.

## Procesory wspierające 3DNow!
- Wszystkie nowe procesory od AMD K6-2 do sierpnia 2010. Rozszerzenie zostało usunięte w najnowszych procesorach.
- National Semiconductor Geode, później znane jako AMD Geode.
- VIA C3 (znane też jako Cyrix III) "Samuel", "Ezra",oraz "Eden".
- IDT Winchip 2